# Ronna
Ronna (R) – przedrostek jednostek miary oznaczający mnożnik 1 000 000 000 000 000 000 000 000 000 = 1027 (kwadryliard). Rezolucja wprowadzająca przedrostek została przyjęta na 27. posiedzeniu Generalnej Konferencji Miar w listopadzie 2022 roku.
Autorem propozycji wprowadzenia przedrostka był brytyjski metrolog Richard Brown. Miało to posłużyć środowiskom naukowym, operującym na wielkościach nieobjętych wcześniej stosowanymi przedrostkami, w szczególności data science, oraz zagadnieniom dotyczącym pamięci cyfrowej. Decyzja Konferencji miała nadto zapobiec przyjmowaniu nieoficjalnych określeń wielkich liczb, takich jak hella- (wykorzystywany przez Google w kalkulatorze jednostek) czy bronto- (pojawiający się na brytyjskiej stronie rządowej).
Przedrostek ułatwia podawanie danych w skali astronomicznej. Na przykład masę Ziemi można wyrazić jako 6 Rg (6 ronnagramów, czyli 6 kwadryliardów gramów).